# Sågfisk
Sågfisk, även ostatlantisk sågfisk eller småtandad sågfisk (Pristis pectinata) är en broskfisk som beskrevs av John Latham 1794. Sågfisken ingår i släktet Pristis och familjen sågfiskar. IUCN kategoriserar arten globalt som akut hotad. Inga underarter finns listade.